# Sito palafitticolo Bande di Cavriana
Il sito palafitticolo Bande di Cavriana è inserito in un bacino lacustre di origine glaciale nell'anfiteatro morenico del lago di Garda, situato nella frazione Bande del comune di Cavriana, in provincia di Mantova.
Nel giugno 2011 il sito è stato inserito nella lista del Patrimonio dell'Umanità dell'UNESCO, nell'ambito del sito seriale transnazionale Siti palafitticoli preistorici attorno alle Alpi. I reperti archeologici ritrovati a Bande sono conservati principalmente presso il Museo archeologico dell'alto mantovano a Cavriana.
Del sito fanno parte 19 abitati palafitticoli italiani, dei quali 10 si trovano in Lombardia.

## Storia
La scoperta, a fine Ottocento, è da attribuire agli appassionati archeologi don A. Bignotti e L. Pigorini, che riconobbero le tracce di un importante insediamento. Nel primo dopoguerra lo sfruttamento della torbiera portò alla luce elementi strutturali lignei, attribuibili all'età del bronzo.